# Spadek napięcia (elektroenergetyka)
Spadek napięcia – pojęcie, które w energetyce może oznaczać:
- zmniejszenie napięcia elektrycznego między początkiem a końcem linii zasilającej,
- zmniejszenie napięcia poniżej znamionowego dla danej sieci elektroenergetycznej.

Względny spadek napięcia to stosunek spadku napięcia do napięcia znamionowego. Dopuszczalny spadek napięcia przy obciążeniu znamionowym na linii przesyłowej od transformatora do odbiorcy energii elektrycznej musi być mniejszy niż 5% napięcia znamionowego.
Względne spadki napięcia w linii przesyłowej w procentach:
| Rodzaj prądu                | wzór |
| --------------------------- | --- |
| Prąd stały                  | {\displaystyle {\frac {\Delta {U}}{U_{n}}}={\frac {2I_{n}l}{\sigma U_{n}s}}\cdot 100\%,}                        |
| Prąd przemienny jednofazowy | {\displaystyle {\frac {\Delta {U}}{U_{n}}}={\frac {2I_{n}l\cos \varphi }{\sigma U_{n}s}}\cdot 100\%,}           |
| Prąd przemienny trójfazowy  | {\displaystyle {\frac {\Delta {U}}{U_{n}}}={\frac {{\sqrt {3}}I_{n}l\cos \varphi }{\sigma U_{n}s}}\cdot 100\%,} |

gdzie:
{\displaystyle I_{n}} – prąd znamionowy [A],
{\displaystyle l} – długość linii [m],
{\displaystyle \sigma } – konduktywność, dla miedzi 58 [S·m / mm²], dla aluminium 35 [S·m / mm²],
{\displaystyle U_{n}} – napięcie znamionowe [V],
{\displaystyle s} – pole przekroju poprzecznego kabla zasilającego [mm²].

## Spadki napięcia w sieci
Rozporządzenie Ministra Gospodarki z dnia 4 maja 2007 w sprawie szczegółowych warunków funkcjonowania systemu elektroenergetyczne (Dz.U. z 2007 r. nr 93, poz. 623 z późn. zm.) w rozdziale 10 określa warunki jakim powinno odpowiadać napięcie w punkcie odbioru energii przez odbiorcę następująco:
- Dla odbiorców I i II grupy przyłączeniowej:
  - w każdym tygodniu 95% ze zbioru 10-minutowych średnich wartości skutecznych napięcia zasilającego powinno mieścić się w przedziale odchyleń:
    - ±10% napięcia znamionowego dla sieci o napięciu znamionowym 110 kV i 220 kV,
    - +5% / –10% napięcia znamionowego dla sieci o napięciu znamionowym 400 kV;
- Dla odbiorców grupy przyłączeniowej od III do V:
  - w każdym tygodniu 95% ze zbioru 10-minutowych średnich wartości skutecznych napięcia zasilającego powinno mieścić się w przedziale odchyleń ±10% napięcia znamionowego